# Bisertsi
Bisertsi (Bulgaars: Бисерци) is een dorp in het noordoosten van Bulgarije, gelegen in de gemeente Koebrat in oblast Razgrad. Het dorp ligt ongeveer 39 km ten noorden van Razgrad en 289 km ten noordoosten van de hoofdstad Sofia.

## Bevolking
Op 31 december 2020 telde het dorp Bisertsi 1.009 inwoners. Het aantal inwoners vertoont al tientallen jaren een dalende trend: in 1965 woonden er nog 2.820 personen in het dorp.
| Bevolkingsontwikkeling van Bisertsi tussen 1934 en 2020 |
| ------------------------------------------------------- |
|                                                         |
| ■ Volkstellingen ■ Schatting                            |

In het dorp wonen nagenoeg uitsluitend etnische Turken. In 2011 identificeerden 1.086 van de 1.139 ondervraagden zichzelf als etnische Turken, oftewel 95,3% van alle ondervraagden. De overige ondervraagden noemden zichzelf etnische Bulgaren (46 personen, oftewel 4%).
| Etnische samenstelling van de respondenten (2011) | Etnische samenstelling van de respondenten (2011) | Etnische samenstelling van de respondenten (2011) | Etnische samenstelling van de respondenten (2011) | Etnische samenstelling van de respondenten (2011) |
| ------------------------------------------------- | ------------------------------------------------- | ------------------------------------------------- | ------------------------------------------------- | ------------------------------------------------- |
|                                                   |                                                   |                                                   |                                                   |                                                   |
| Bulgaren                                          | Bulgaren                                          |                                                   | 4,0%                                              | 4,0%                                              |
| Turken                                            | Turken                                            |                                                   | 95,3%                                             | 95,3%                                             |
| Roma                                              | Roma                                              |                                                   | 0,0%                                              | 0,0%                                              |
| Anders/Onbekend                                   | Anders/Onbekend                                   |                                                   | 0,7%                                              | 0,7%                                              |

## Afbeeldingen

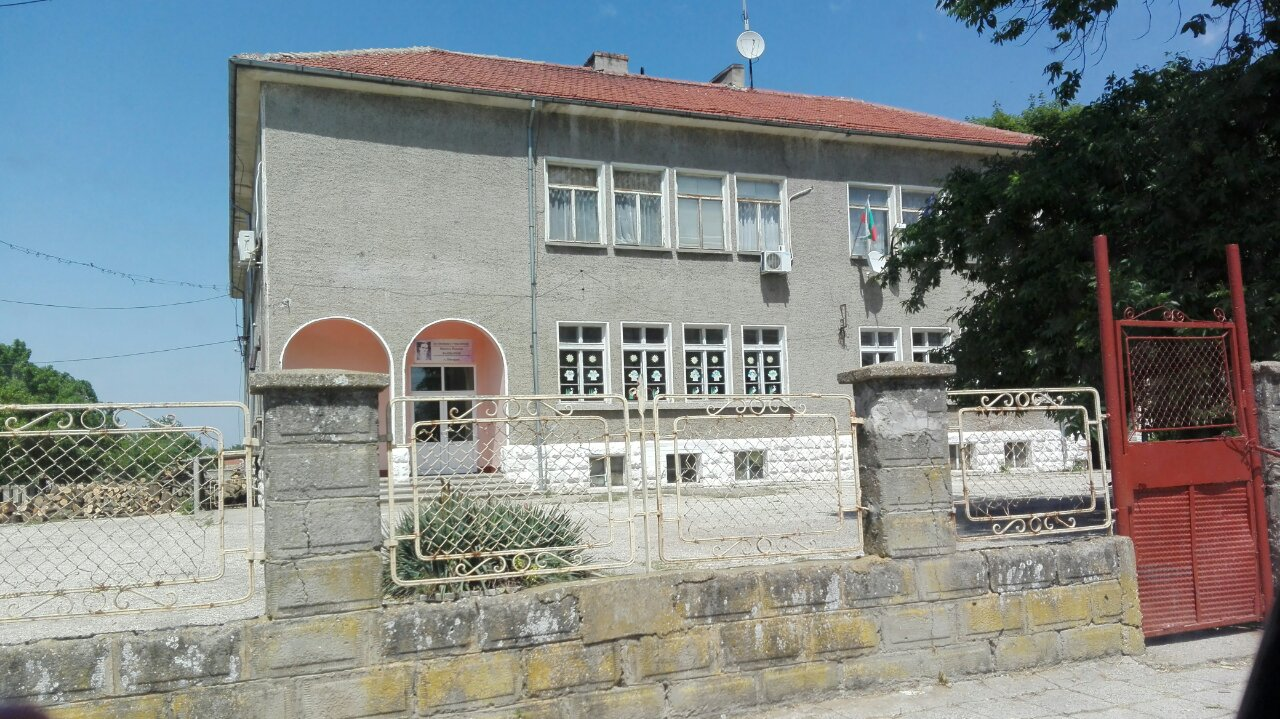
De school
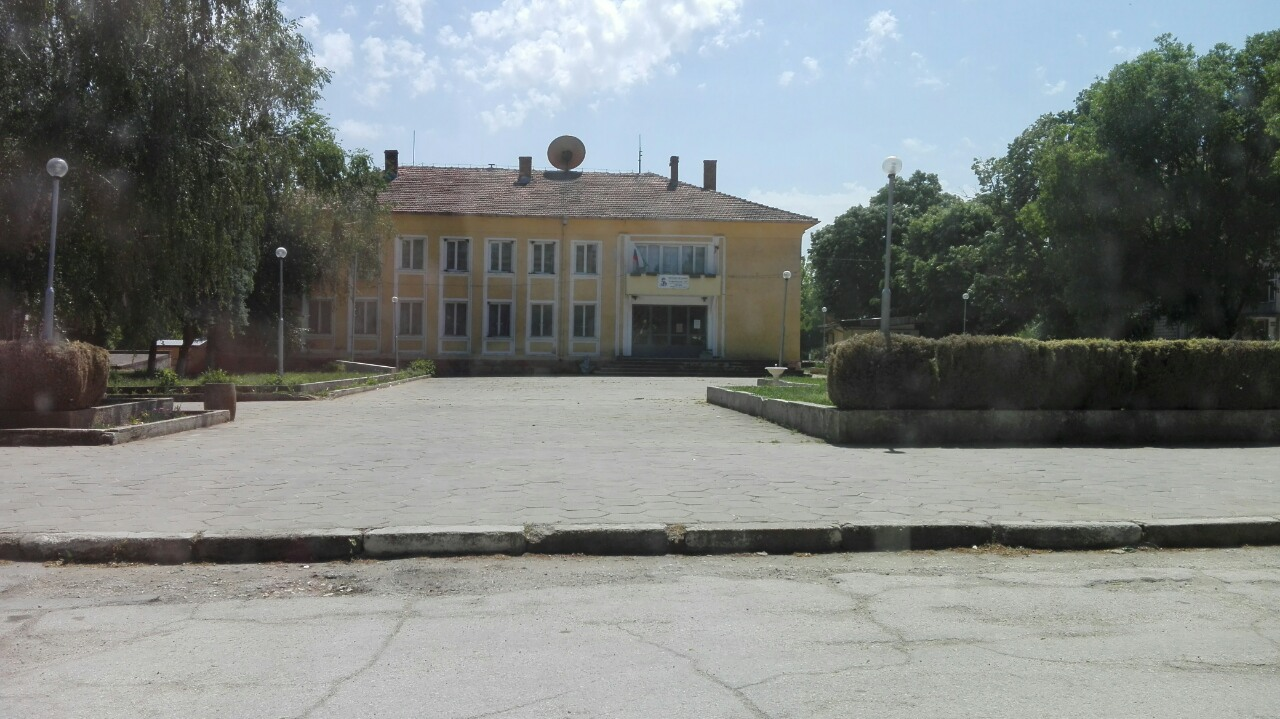
Het gemeenschapscentrum

Belovets - Bisertsi - Bozjoerovo - Goritsjevo - Kamenovo - Koebrat - Madrevo - Medovene - Ravno - Savin - Seslav - Sevar - Terter - Totsjilari - Joeper - Zadroega - Zvanartsi